# White City: A Novel
White City: A Novel es el tercer álbum de estudio del músico británico Pete Townshend, publicado por el sello Atco Records en noviembre de 1985. El álbum alcanzó el puesto 26 en la lista estadounidense Billboard 200 y fue certificado como disco de oro por la RIAA.

## Historia
White City: A Novel es un álbum conceptual cuyo título hacer referencia a una historia que acompaña al álbum, y que tiene lugar en una urbanización del área londinensa White City, cerca de donde Townshend creció. La historia relata los conflictos culturales, la tensión racial y las esperanzas y sueños de la juventud de la década de 1960, un mundo de «niños prostituidos», «carreteras que llevan a la oscuridad» y residentes desesperados que viven en «células» con vistas a «vertederos». La canción «White City Fighting», que incluye a David Gilmour en la guitarra, relata a los oyentes que White City era un «lugar violento y oscuro» donde «las batallas eran ganadas, y las batallas eran voladas, a la altura de los combates de White City». El álbum abre con un acorde de guitarra chocante que captura el sentimiento del caos urbanístico, y sigue con «Give Blood», una canción donde la letra exige a los oyentes «dar sangre, aunque puede que la sangre no sea suficiente».

El álbum fue acompañado de White City: The Music Movie, un largometraje de sesentam inutos de duración dirigido por Richard Lowenstein y que contó con la participación de Townshend, Andrew Wilde y Frances Barber. El video también incluye material de Townshend discutiendo el álbum y el largometraje, así como la primera interpretación en directo de «Night School». Una versión alternativa de «Night School» fue incluida como tema extra en la reedición de White City: A Novel en 2006.

## Lista de canciones
Todas las canciones escritas y compuestas por Pete Townshend excepto donde se anota. 
| N.º | Título                | Escritor(es)             | Duración |  |
| 1.  | «Give Blood»          |                          | 5:44     |  |
| 2.  | «Brilliant Blues»     |                          | 3:06     |  |
| 3.  | «Face the Face»       |                          | 5:51     |  |
| 4.  | «Hiding Out»          |                          | 3:00     |  |
| 5.  | «Secondhand Love»     |                          | 4:12     |  |
| 6.  | «Crashing By Design»  |                          | 3:14     |  |
| 7.  | «I Am Secure»         |                          | 4:00     |  |
| 8.  | «White City Fighting» | David Gilmour, Townshend | 4:40     |  |
| 9.  | «Come to Mama»        |                          | 4:40     |  |

| Bonus tracks (reedición de 2006) |                        |                                                                       |          |  |
| N.º                              | Título                 | Escritor(es)                                                          | Duración |  |
| 10.                              | «Night School»         |                                                                       | 3:23     |  |
| 11.                              | «Save It for Later»    | Roger Charlery, Andy Cox, Everett Morton, David Steele, Dave Wakeling | 4:58     |  |
| 12.                              | «Hiding Out (12" mix)» |                                                                       | 5:50     |  |

## Personal
- Pete Townshend: voz y guitarra
- Steve Barnacle: bajo
- Mark Brzezicki: batería
- John "Rabbit" Bundrick: teclados
- Clem Burke: batería
- Tony Butler: bajo
- Phil Chen: bajo
- David Gilmour: guitarra
- Peter Hope-Evans: armónica
- Chucho Merchan bajo
- Pino Palladino: bajo
- Simon Phillips: batería
- Ewan Stewart: voz hablada
- Jackie Challenor, Mae McKenna, Lorenza Johnson, Emma Townshend, Justine Frischmann: coros en «Night School»

## Posición en listas
| Año  | Lista         | Posición |
| ---- | ------------- | -------- |
| 1985 | Billboard 200 | 26       |

| Año  | Sencillo          | Lista                            | Posición |
| ---- | ----------------- | -------------------------------- | -------- |
| 1985 | "Give Blood"      | Billboard Mainstream Rock Tracks | 5        |
| 1985 | "Face the Face"   | Billboard Mainstream Rock Tracks | 3        |
| 1986 | "Secondhand Love" | Billboard Mainstream Rock Tracks | 32       |
| 1986 | "Face the Face"   | Billboard Hot 100                | 26       |